# Glockengießerei Grassmayr (Feldkirch)
Die Glockengießerei Grassmayr war von 1791 bis 1914 eine Glockengießerei in Feldkirch in Vorarlberg und war eine Nebenlinie der Glockengießerei Grassmayr in Innsbruck.
Der Betrieb oder ein Vorläufer muss schon im frühen 17. Jahrhundert bestanden haben. Der am 16. Mai 1601 geborene Johann Grassmayr aus Innsbruck absolvierte die Glockengießerlehre bei seinem Onkel Jakob Veit Grassmayr in Feldkirch, um dann später in Innsbruck zu wirken.

## Werke
- 1804: Geläut von St. Jodok (jetzt Münster) Schruns, im 1. Weltkrieg eingeschmolzen
- 1821/1822: Glocken der Kathedrale St. Mariä Himmelfahrt in Chur
- 1822/1846: Zwei Glocken der katholischen Stadtpfarrkirche St. Nikolaus Altstätten im Bistum St. Gallen
- 1857: Umguss der Glocke des Katzenturmes in Feldkirch durch Josef Anton Grassmayr II.
- 1906: Schiffsglocke des österreichischen Flaggschiffs auf dem Bodensee Austria, „gegossen von Gebr. Grassmayr in Feldkirch 1906“.
- 1910: Glocken der Katholischen Pfarrkirche Camuns in Graubünden